# Трубецкой, Владимир Сергеевич
Князь Влади́мир Серге́евич Трубецко́й (1892, Москва — 30 октября 1937, Узбекская ССР) — русский советский писатель (псевдонимы В. Ветов, Владимир Ветов), мемуарист; сын философа и общественного деятеля князя Сергея Николаевича Трубецкого, брат филолога и философа-«евразийца» князя Николая Сергеевича Трубецкого, отец мемуариста Андрея Владимировича Трубецкого и востоковеда Владимира Владимировича Трубецкого.

## Биография
Владимир Сергеевич Трубецкой родился в семье владельцев усадьбы Ахтырка, сочетавшей в себе лучшие традиции просвещенного русского дворянства и русской либеральной интеллигенции. Его отец, Сергей Николаевич (1862—1905), был профессором и первым выборным ректором Московского университета; широко образованным человеком была его мать, Прасковья Владимировна (1860—1914), в девичестве княжна Оболенская.
В детстве Трубецкой рано обнаружил интерес к театру и музыке. В отличие от своего старшего брата, филолога Н. С. Трубецкого (1890—1938), Трубецкой не пошёл по стопам отца, предпочтя карьере ученого путь кадрового военного.

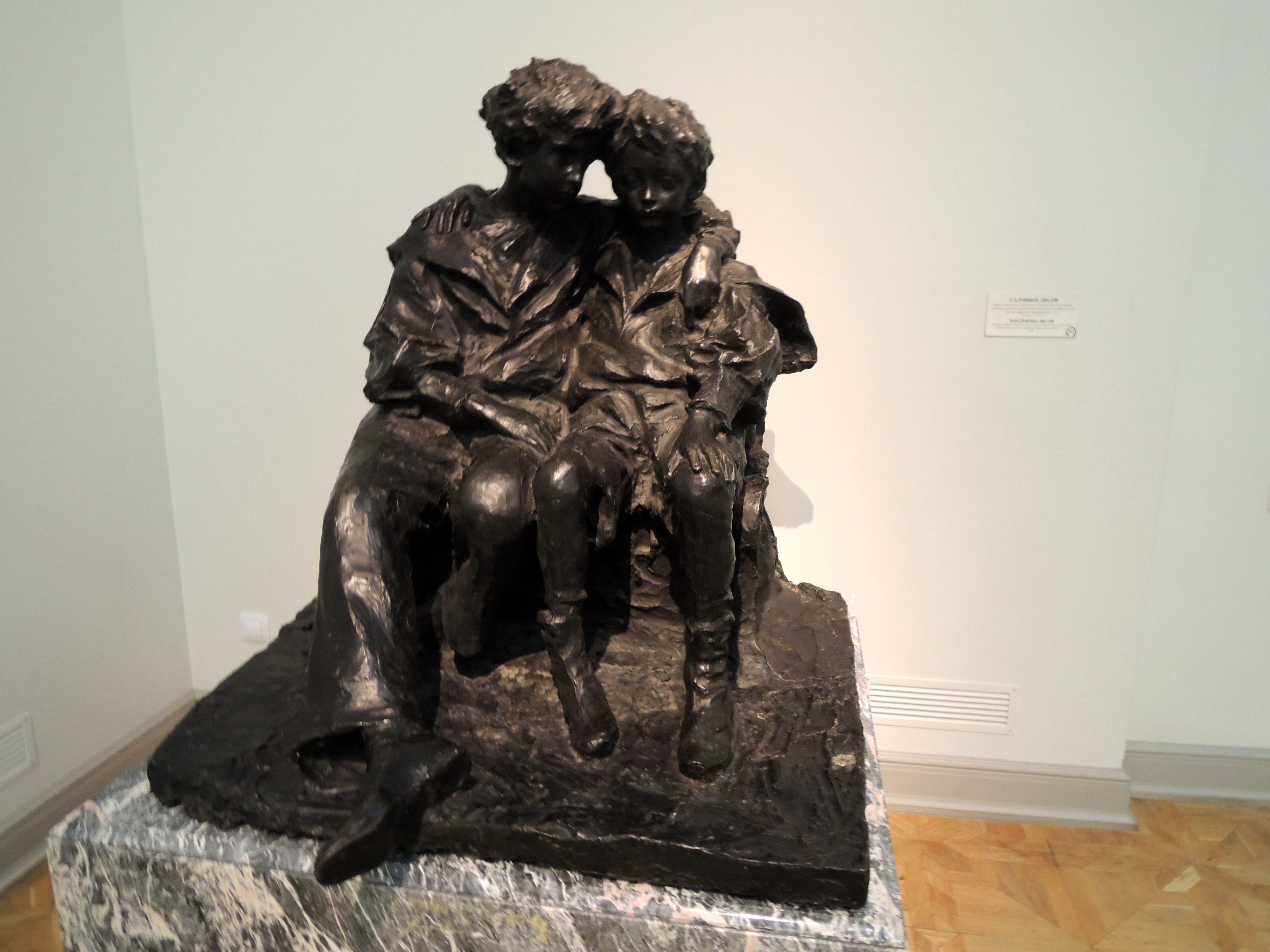
С братом Николаем на портрете работы Паоло Трубецкого (1900)

Не проучившись и полгода на физико-математическом отделении МГУ, куда он поступил окончив гимназию, Трубецкой устроился юнгой на миноносец «Всадник», входивший в эскорт императорской яхты «Штандарт». Хотя Трубецкой был страстно предан морю и флоту, всю его дальнейшую жизнь изменила его любовь к княжне Елизавете Владимировне Голицыной, дочери московского городского головы князя В. М. Голицына. Как вспоминал сам Трубецкой,
надо было решаться на что-нибудь одно и положить на чаши весов любимую девушку и любимое море. Компромиссного решения здесь не могло быть. Однако сама мысль о каких-то весах в этом вопросе казалась мне чем-то подлым. Колебаться нельзя было: чувство наше слишком далеко зашло — мы были с невестой слишком дружны — и я отказался от моря.
По совету дяди, графа А. П. Капниста, Трубецкой принял решение оставить флот ради армии и в 1911 г. поступил вольноопределяющимся в Лейб-гвардии Кирасирский Её Величества полк. Период подготовки к производству в офицеры описан Трубецким в сохранившихся главах его автобиографии «Записки кирасира».
В самом начале Первой мировой войны, за храбрость, проявленную в сражении при Гумбиннене (см. также Битва при Гумбиннене), Трубецкой был награждён Георгиевским крестом. Был ранен, в 1915 году поступил на службу в штаб Юго-Западного фронта к генералу Брусилову. От Брусилова Трубецкой получает назначение командира первого в России отдельного автомобильного подразделения. В этой должности Трубецкой руководил спасением казны румынских союзников, когда германские войска уже входили в Бухарест.
После Октябрьской революции был членом конспиративной монархической организации. В 1920 году Трубецкой был призван в Красную армию. По протекции Брусилова он получил назначение в Южный штаб фронта в Орёл. По дороге к месту службы Трубецкой заехал к семье, жившей тогда в Богородицке у родственников Бобринских, чтобы отдать свой паек. В Богородицке Трубецкой был арестован, но открывшийся в тюрьме туберкулез поспособствовал сначала освобождению, а потом и демобилизации.
Чтобы прокормить семью, Трубецкой охотится и пробует свои силы на театральном поприще: успехом у богородицких зрителей пользовалась написанная им по мотивам рассказов Боккаччо оперетта. Популярные в конце 20-х годов «охотничье-юмористические» рассказы Трубецкого будут основаны на событиях этого периода жизни автора.
В 1923 году Трубецкие переехали в Сергиев Посад, где тому времени уже сформировалась своеобразная колония «лишенцев». 
В начале 1926 году Трубецкой был арестован, но примерно через месяц его освободили.
В 1926 году Трубецкой познакомился с Михаилом Пришвиным, с которым его сблизила общая любовь к охоте (под видом «музыканта Т.» Трубецкой выведен в «Журавлиной родине» Пришвина). Пришвин поощрял литературное дарование своего нового знакомого; в 1927 дебютный рассказ Трубецкого «Драгоценная галка» был напечатан в 4-м номере журнала «Всемирный следопыт». Поскольку с «Всемирном следопытом» уже активно сотрудничал шурин Трубецкого, художник князь Владимир Михайлович Голицын, рассказ Трубецкого был опубликован под псевдонимом «В. Ветов», образованным от уменьшительно-ласкательной формы имени жены писателя.
«Драгоценная галка» положила начало как писательской карьере Трубецкого, так и его сотрудничеству с выходившим под редакцией В. А. Попова журналом «Всемирный следопыт». Рассказы, повести и путевые очерки Трубецкого нисколько не проигрывали от соседства с произведениями таких мастеров приключенческого жанра, как А. Беляев, А. Грин, Л. Гумилевский, М. Пришвин, В. Ян и др. Дебютная публикация во «Всемирном следопыте» вдохновила Трубецкого на создание целой серии юмористических рассказов, начавших выходить под общим заглавием «Необычайные приключения Бочёнкина и Хвоща». Популярности рассказов и очерков Ветова несомненно способствовало и то, что они в выходили в оформлении постоянного сотрудника «Всемирного следопыта» В. М. Голицына.
В 1932 г. «Всемирный следопыт» был закрыт «за вредную приключенческую направленность», а в 1934 году Трубецкой, родной брат одного из идеологов «евразийства» эмигранта Н.С. Трубецкого, был арестован по обвинению в связи с руководителями «закордонного центра» некой «национал-фашистской организации» (Дело славистов). Вместе с Трубецким была арестована и его дочь Варвара (1917—1937); и отец, и дочь были приговорены к ссылке на пять лет, после чего Трубецкой, его жена и шестеро детей были вынуждены переехать в Андижан, Узбекская ССР.
В Андижане Трубецкой работает музыкантом в балетной студии и подрабатывает тапером в кафе-ресторане. Опубликованная переписка с В. М. Голицыным свидетельствует как о ностальгии изгнанника, так и о его оптимизме. Поддавшись уговорам Голицына, Трубецкой принимается за работу над воспоминаниями. Как указывает автор предисловия и редактор мемуаров Трубецкого В. П. Полыковская,
задумал он их в четырёх частях — детство, записки кирасира, война 1914 года (окопное сидение) и записки советского музыканта. Но начал Трубецкой сразу с воспоминаний о службе в гвардии. Возможно, у него были предчувствия, что он не успеет осуществить все, что наметил, а описать эту часть жизни ему казалось легче, чем прочие.
Опубликованные в 1991 году журналом «Наше наследие», «Записки кирасира» Трубецкого — яркое произведение русской военной мемуаристики. Воспоминания Трубецкого отличают непосредственность, чувство юмора, внимание к детали и высокая информативность.
В 2006 году «Записки кирасира», «Приключения Бочёнкина и Хвоща», а также эпистолярное наследие В. С. Трубецкого вышли в свет в переводе на английский язык.
Закончить работу над «Записками кирасира» Трубецкому не было суждено. 29 июля 1937 года Трубецкой и трое его старших детей были арестованы. Во время обыска детям писателя удалось спрятать сохранившийся фрагмент «Записок» — старший сын Григорий, арестованный вместе с отцом, во время обыска незаметно взял со стола несколько тетрадей отца и засунул их в шаровары своего младшего брата Андрея. Так «Записки» без начала и конца дошли до нас. Весь остальной архив писателя был безвозвратно утрачен.
30 октября 1937 года Владимир Сергеевич Трубецкой был расстрелян, та же участь постигла его дочь Варвару (1917—1937). Десять лет в лагере провел его сын Григорий (1912—1975); в лагере умерла дочь Александра (1919—1943). Вдова писателя Елизавета Владимировна Трубецкая была арестована в 1943 году и умерла в Бутырской тюрьме через месяц после ареста.
В 1964 году дело было пересмотрено, Владимир Сергеевич Трубецкой был посмертно реабилитирован.

## Семья
В 1912 году Владимир Сергеевич женился на Елизавете Владимировне Голицыной (1889—1943, умерла в тюрьме), дочери Владимира Михайловича Голицына.
Дети: Татьяна (1913—1917), Григорий (1915—1975), Варвара (1917—1937, расстр.), Александра (1918—1943, умерла в лагере), Андрей (1920—2002), Владимир (1924—1992), Ирина (г.р.1922), Сергей (1926—2005), Георгий (г.р.1934).
«Пути неисповедимы» — яркие воспоминания о военном и лагерном опыте сына писателя, Андрея Владимировича (1920—2002).